# Autoridad Interina Afgana
La Autoridad Interina Afgana fue un cuerpo gubernamental inaugurado el 22 de diciembre de 2001, por el Acuerdo de Bonn de la ONU, siguiendo la eliminación de fuerzas de la coalición en el poder talibán.
Dirigida por Hamid Karzai, está constituida por 30 líderes e incluye la Corte Suprema, una Administración Interina, y una Comisión Especial Independiente. La Autoridad estuvo en el poder hasta el 9 de octubre de 2004, durante la elección de Karzai como Presidente de Afganistán.